# Tanner Leissner
Paul Tanner Leissner (San Antonio, Texas, 17 de septiembre de 1995) es un baloncestista estadounidense que pertenece a la plantilla de los Akita Northern Happinets de la B.League japonesa. Con 2,01 metros de estatura, juega en la posición de ala-pívot.

## Trayectoria deportiva

### Universidad
Jugó cuatro temporadas con los Wildcats de la Universidad de New Hampshire, en las que promedió 16,1 puntos, 7,1 rebotes y 1,6 asistencias por partido. En su primera temporada fue elegido Rookie del Año de la America East Conference e incluido en el segundo mejor quinteto de la conferencia, mientras que en los tres años siguientes lo fue en el primero.

### Profesional
Tras no ser elegido en el Draft de la NBA de 2018, en el mes de septiembre firmó su primer contrato profesional, con el Team Ehingen Urspring de la ProA, la segunda división alemana.
El 3 de agosto de 2021, firma por el BC Rytas de la LKL.
El 14 de julio de 2022, firma por el EWE Baskets Oldenburg de la Basketball Bundesliga alemana.
El 27 de julio de 2023, firma por el Palencia Baloncesto de la Liga Endesa. El 10 de noviembre de 2023, Zunder Palencia y el jugador llegan a un acuerdo para la rescisión de su contrato.